# Туризм в Абхазии

Абхазия

Туризм в Абхазии является одной из основных индустрий экономики страны. В 2009 году в республике с населением около 250 тыс. человек побывали около 1 млн туристов (из них более 100 тысяч по путевкам, 185 тысяч — с однодневной экскурсией, а все остальные отдохнули в частном секторе). По данным Госкомитета по курортам и туризму частично признанной Республики Абхазия число туристов в 2009 году было на 15—20 % больше чем в 2008 году. Туриндустрия, по данным министерства экономики республики, приносит в бюджет до трети налоговых поступлений. В 2007 году их общий объём составил 566 млн рублей. Большинство туристов прибывают из России.
В Абхазии множество туристических центров, гостиниц, домов отдыха и пансионатов, расположенных в приморской зоне. Большинство из них построены ещё в советское время. Туристов привлекает влажный тёплый климат, тропические виды и чистое море.

## Популярные города и курорты

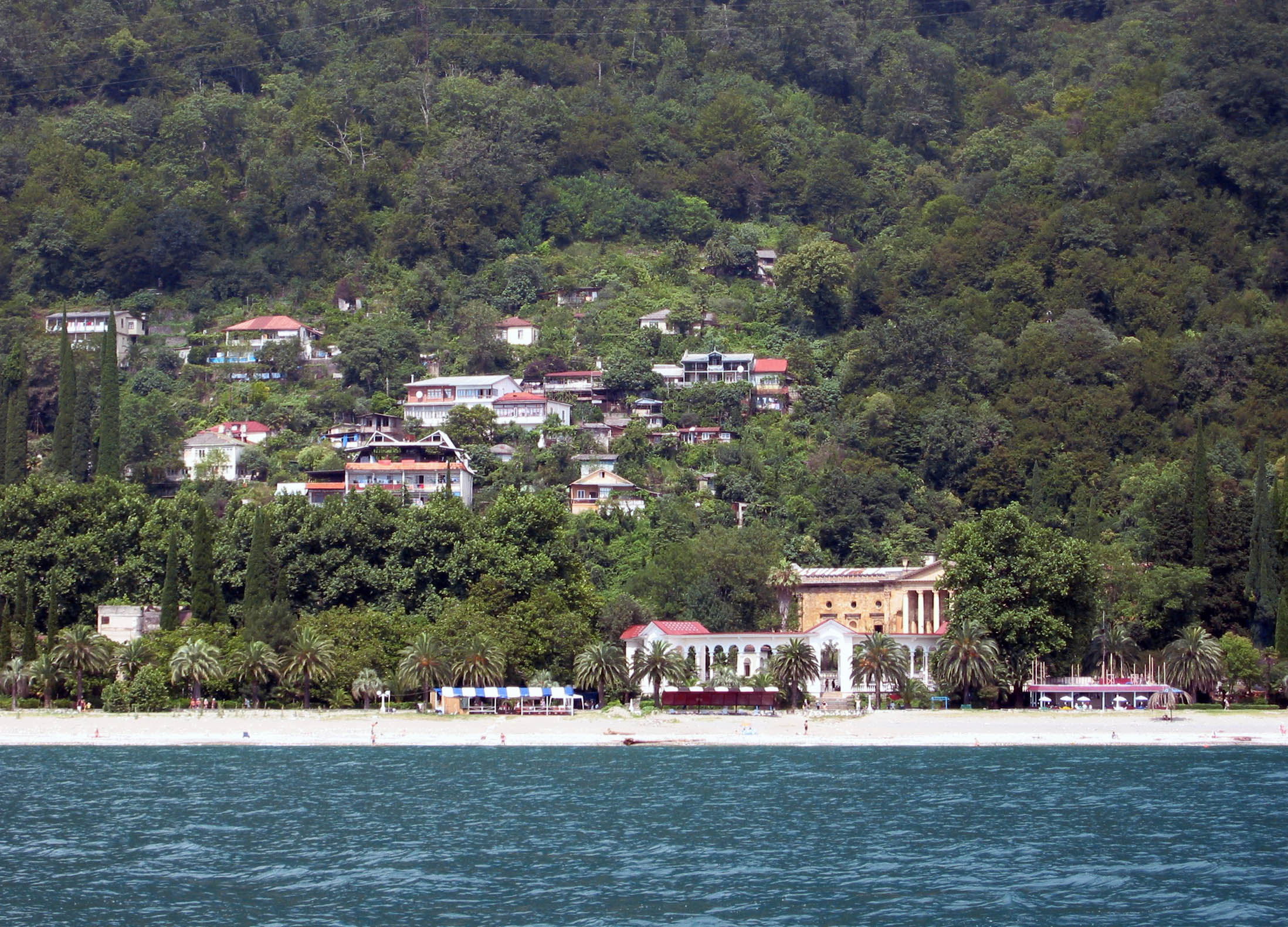
Побережье Гагры

- Сухум — столица Абхазии, которая находится на побережье Чёрного моря. Один из древнейших городов Европы, возраст города насчитывает более 2500 лет. На месте города до VI века до н. э. располагалась греческая колония Диоскурия, развалины которой покоятся на дне Сухумской бухты.
- Гагра — расположен в 22 км от аэропорта Адлер, это один из самых живописных и известных курортов Абхазии.
- Пицунда — приморский климатический курорт в 20 км к югу от курортного города Гагра и в 65 км от аэропорта Адлер.
- Гудаута — климатический приморский курорт, расположен на берегу небольшой бухты Чёрного моря, в 38 км от г. Сухум и в 50 км от города Гагра.
- Новый Афон — один из самых знаменитых курортных городов Абхазии, расположенный в Гудаутском районе, в 15 км от Гудауты и 25 км от Сухума.

## Достопримечательности

### Сухум
- Беслетский мост
- Диоскуриада (Сухумская крепость)
- Замок Баграта
- Великая Абхазская стена
- Ботанический сад
- Обезьяний питомник
- Сухумский маяк

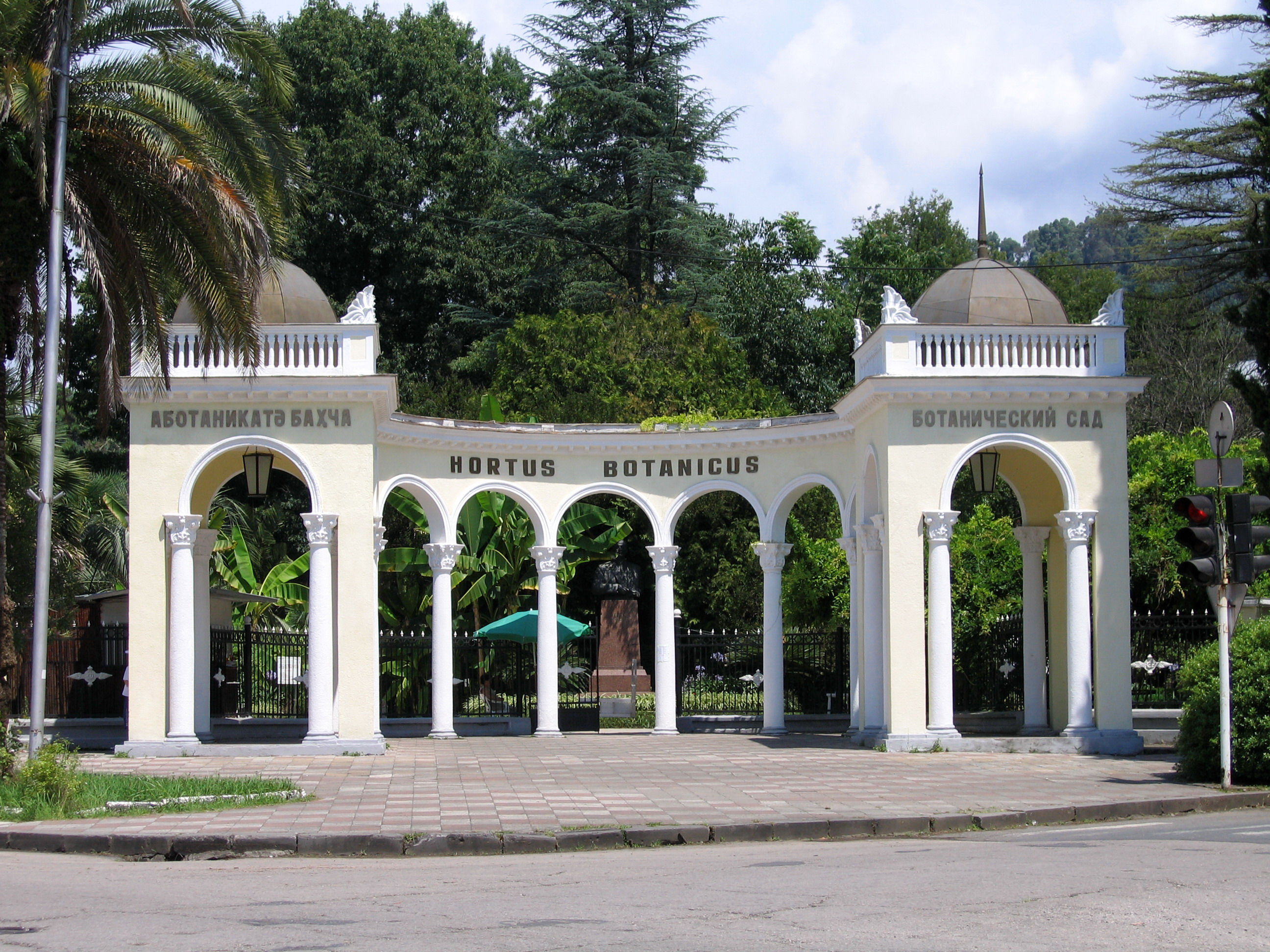
Вход в Ботанический сад

- село Команы (гробница Иоана Златоуста, гробница святого Василиска, два храма, святое озеро)

### Новый Афон
- Новоафонский монастырь
- Озеро Рица
- Гегский водопад
- Дача И. В. Сталина

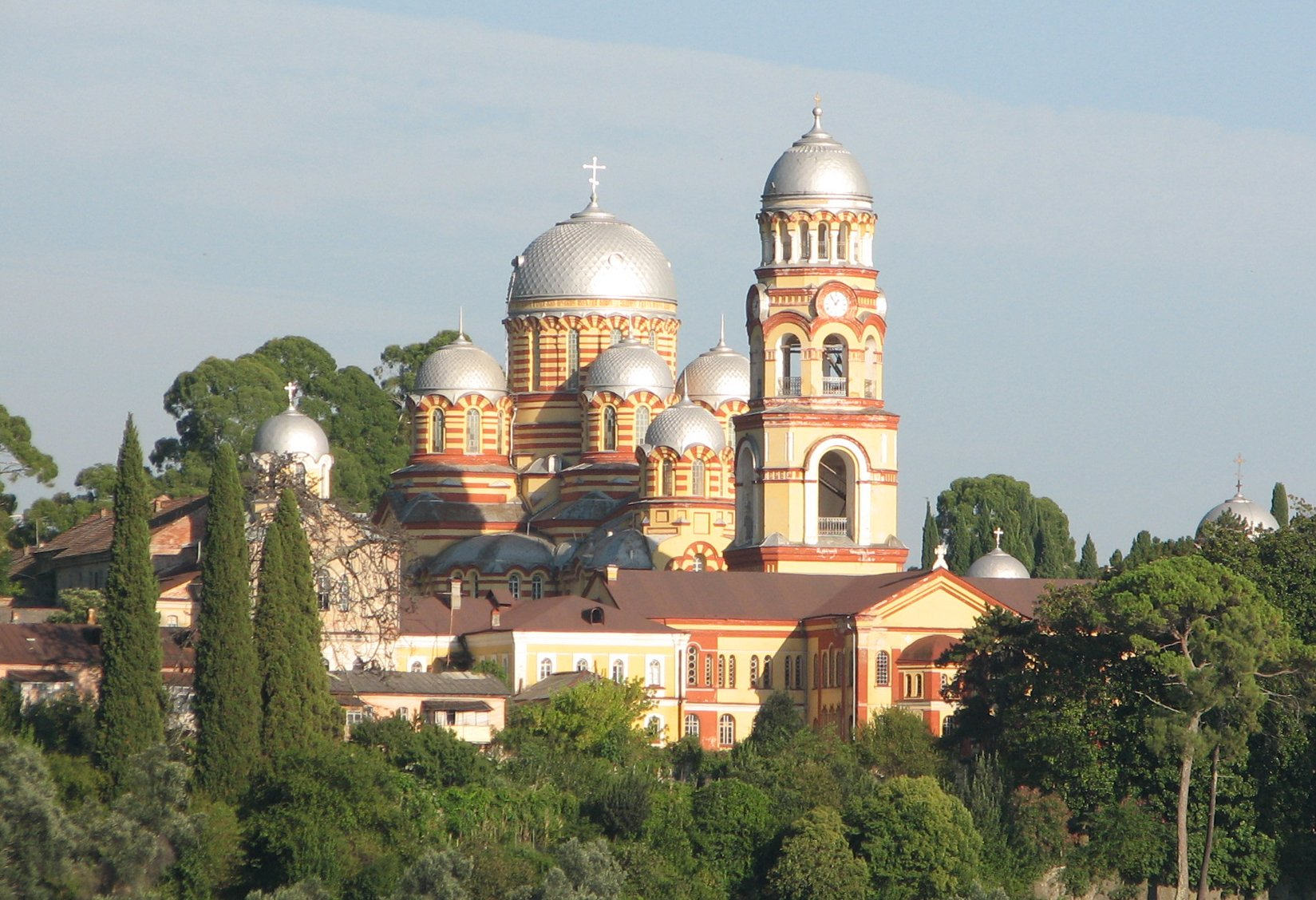
Новоафонский монастырь

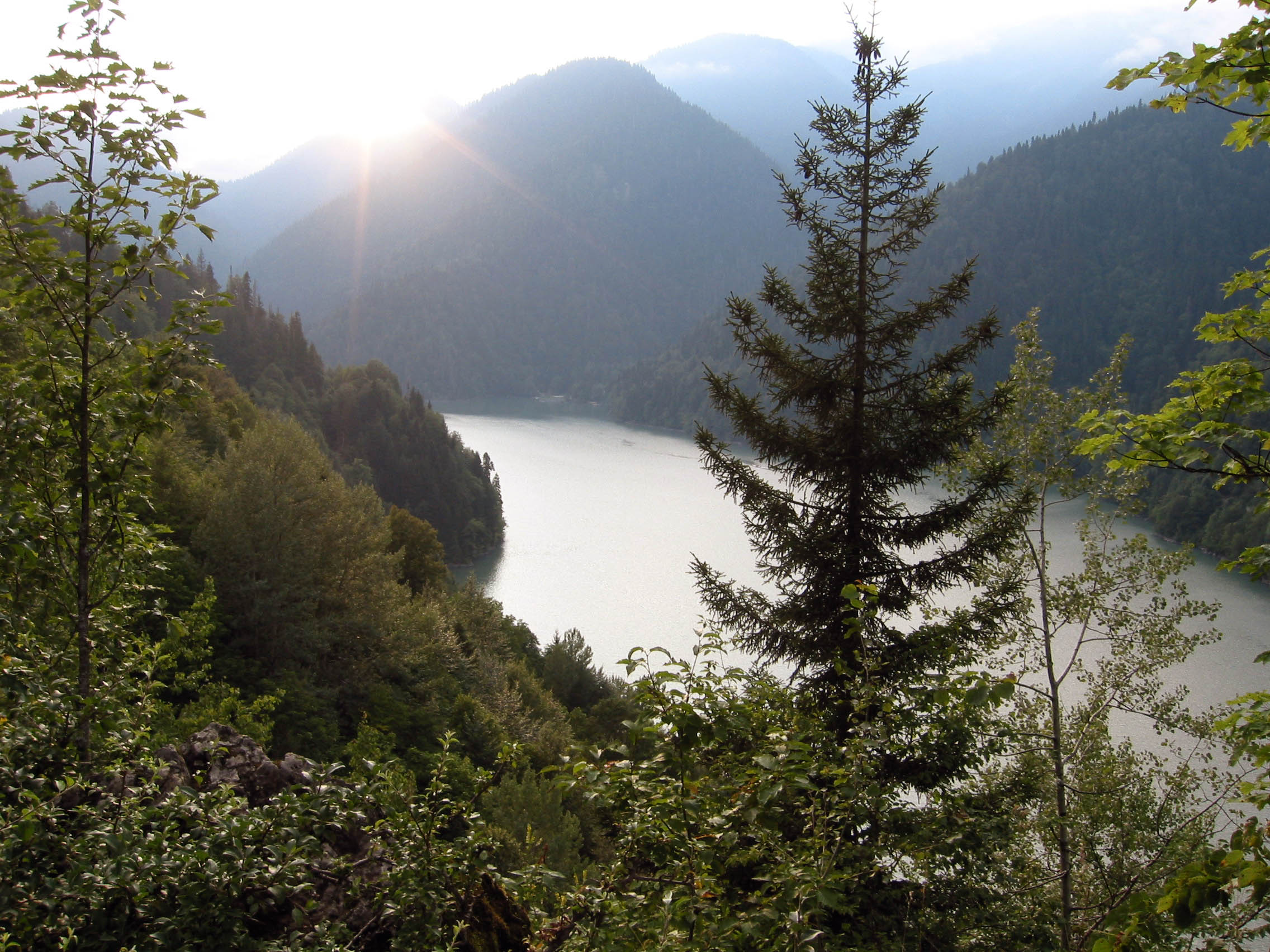
Озеро Рица

- Иверская гора, в недрах которой находится Новоафонская пещера, а на вершине — Анакопийская крепость
- Храм Св. Симона Канонита — самый старый из действующих храмов Нового Афона. Рядом с храмом находится искусственный водопад высотой 8,6 м и гидроэлектростанция, построенная монахами в 1902 году на реке Псырцхе

### Гагра
- Замок принца Ольденбургского
- Гагрская колоннада
- Крепость Абаата
- Ресторан Гагрипш
- Храм Покрова Пресвятой Богородицы

### Гудаутский район
- Пещера Снежная. В 10 км к северу от села Дурипш находится третья по глубине пещера в мире (−1760 м), считающаяся самой сложной на территории бывшего СССР и самой сложной бессифонной пещерой мира.
- В селе Лыхны находится действующий крестово-купольный храм Успения Богородицы X—XI веков с богатой фресковой росписью XIV века. Внутри церкви находится усыпальница владетельного князя Георгия Чачба-Шервашидзе, при котором Абхазия вошла в состав Российской империи.

### Очамчырский район
- Кындыгская крепость (Крепость Сан-Томмазо) (в переводе на русский — «крепость святого Фомы») — памятник архитектуры Генуэзского времени, единственная сохранившаяся до наших времён генуэзская крепость в Абхазии, обозначенная ещё на итальянских средневековых карты[2].

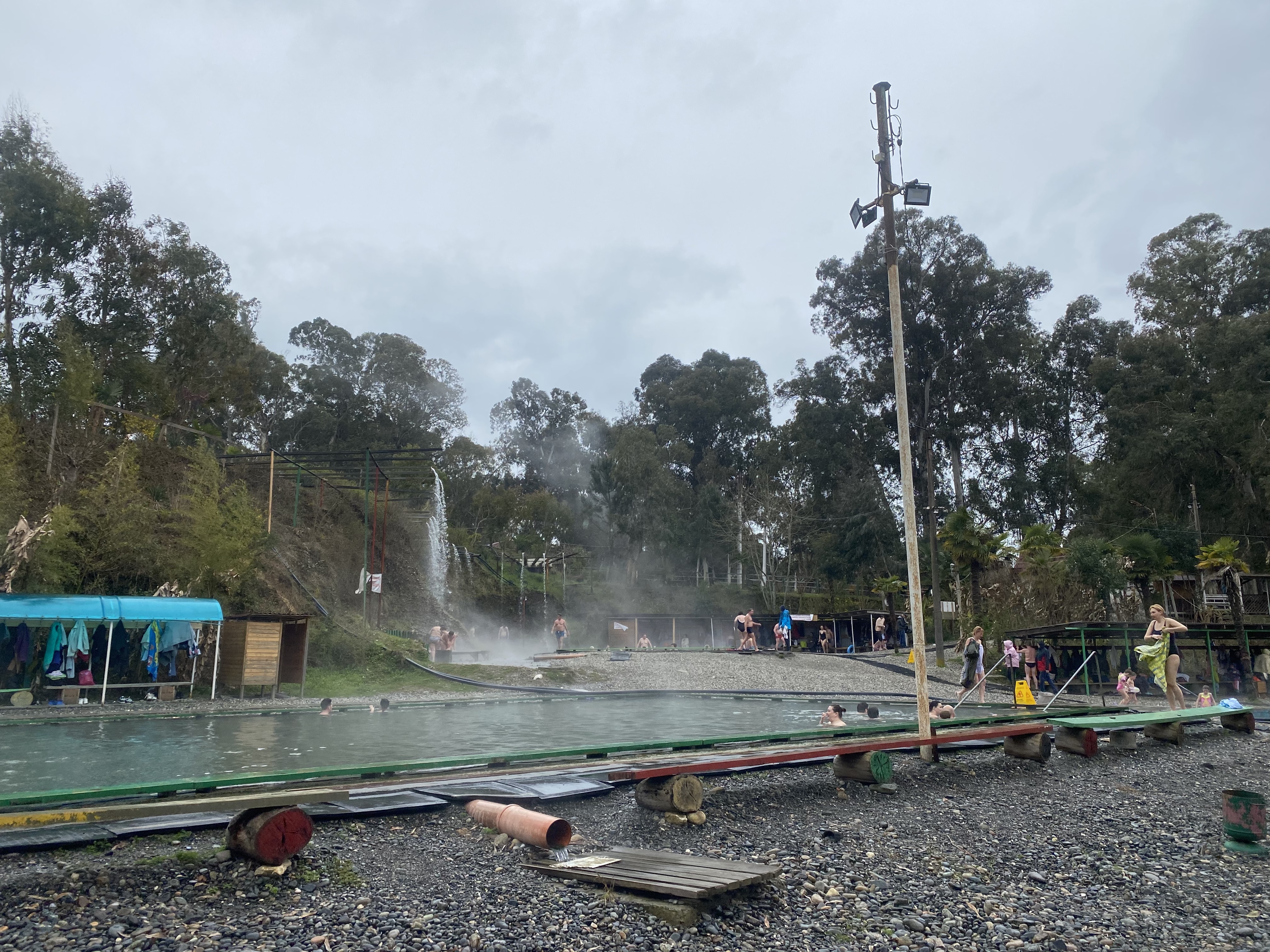
Кындыгские термальные источники

- Кындыгские термальные источникиКындыгские термальные источники — сероводородный термальный источник

## Горный туризм
С 2005 год проводятся организованные экскурсии. Наиболее популярные маршруты: минеральный источник Ауадхара, озеро Мзы, долина семи озёр (урочище Каменная поляна), село Псху, гора Мамдзышха и другие.

## Туризм на практике
Для путешественников из России, кратчайший путь в Абхазию лежит через Адлерский район города Сочи (авиа-, железнодорожным и автотранспортом). Расстояние от Адлерского района Сочи до границы с Абхазией на реке Псоу — 8 км (около 10 минут в пути).
Расстояние от границы до:
- до Гагры — 22 км (20-30 мин),
- до Пицунды — 47 км (50 мин),
- до Сухума — 102 км (1 ч. 40 мин.)

Международный автомобильный пограничный переход «Псоу — Адлер» открыт круглосуточно. Граждане стран СНГ могут въезжать и выезжать из Абхазии без визы. Для жителей других стран, направляющихся в Абхазию через территорию России, необходимо иметь транзитную, двукратную или многократную российскую визу, чтобы затем, покидая Абхазию, иметь право въезда на территорию Российской Федерации.
Можно воспользоваться поездом Москва — Сухум, который отправляется с Казанского вокзала российской столицы. Пограничный контроль производится на МЖПП «Псоу — Весёлое».